# Lista odcinków serialu animowanego Amerykański smok Jake Long
W artykule znajduje się lista odcinków serialu Amerykański smok Jake Long, emitowanego w Polsce przez stację Disney Channel. Od kwietnia 2009 roku serial jest emitowany także na kanale Jetix / Disney XD (Polska).

## Serie
| Sezon | Odcinki | Pierwsza emisja  | Ostatnia emisja  | Pierwsza emisja | Ostatnia emisja |
| ----- | ------- | ---------------- | ---------------- | --------------- | --------------- |
| 1     | 21      | 21 stycznia 2005 | 29 stycznia 2006 | 3 grudnia 2006  | 23 grudnia 2006 |
| 2     | 31      | 10 czerwca 2006  | 1 września 2007  | 2007            | 28 lipca 2008   |

### Seria 1
Premierowe odcinki pierwszej serii serialu Amerykański smok Jake Long emitowane były od 3 grudnia 2006 do 2007 na kanale Disney Channel, zaś od 6 kwietnia 2009 do 1 maja 2009 na kanale Jetix (odcinek Spotkanie na szczycie został wyemitowany 30 września 2009 po zmianie nazwy programu na Disney XD).

#### Postacie
| Bohater        | Amerykański dubbing | Polski dubbing      |
| -------------- | ------------------- | ------------------- |
| Jake Long      | Danté Basco         | Artur Pontek        |
| Luong Lao Shi  | Keone Young         | Andrzej Blumenfeld  |
| Fu Hau         | John DiMaggio       | Jacek Bursztynowicz |
| Spud           | Charlie Finn        | Jakub Snochowski    |
| Trixie Carter  | Miss Kittie         | Monika Pikuła       |
| Rose           | Mae Whitman         | Anna Dereszowska    |
| Haley Kay Long | Amy Bruckner        | Magdalena Krylik    |

### Seria 2
Premierowe odcinki drugiej serii serialu Amerykański smok Jake Long emitowane były od 2007 do 28 lipca 2008[A] na kanale Disney Channel, zaś od 19 września 2009 do 2010 na kanale Disney XD.

#### Postacie
| Bohater        | Amerykański dubbing | Polski dubbing                                          |
| -------------- | ------------------- | ------------------------------------------------------- |
| Jake Long      | Danté Basco         | Artur Pontek                                            |
| Luong Lao Shi  | Keone Young         | Andrzej Blumenfeld                                      |
| Fu Hau         | John DiMaggio       | Jacek Bursztynowicz                                     |
| Spud           | Charlie Finn        | Jakub Snochowski                                        |
| Trixie Carter  | Miss Kittie         | Monika Pikuła                                           |
| Rose           | Mae Whitman         | Joanna Węgrzynowska                                     |
| Haley Kay Long | Amy Bruckner        | Joanna Pach (z wyj. odc. 25) Julia Kołakowska (odc. 25) |